# Spinosad
Spinosad is de ISO-naam van een insecticide, dat bestaat uit een mengsel van stoffen die het product zijn van een gistingsproces van de bodembacterie Saccharopolyspora spinosa. Het gistingsproduct bestaat uit meer dan 10 verwante stoffen, die aangeduid worden met een bepaalde letter, en waarvan vooral spinosyn A en spinosyn D een insectendodende werking vertonen.
Spinosad bestaat voor 50 tot 95% uit spinosyn A en voor 5 tot 50% uit spinosyn D. Een molecule spinosyn D is bijna identiek aan een molecule spinosyn A: één waterstofatoom in spinosyn A vervangen door een methylgroep.
De naam spinosad is een samentrekking van spinosyn A en D. Het is een product van Dow Agrosciences. Merknamen zijn onder andere: Tracer, Conserve, SpinTor en Success.

## Ontwikkeling
De bacterie Saccharopolyspora spinosa zou zijn geïsoleerd uit bodemstalen afkomstig van een verlaten rumdistilleerderij in het Caribische gebied, in 1982 genomen door een wetenschapper van Eli Lilly die er op vakantie was. De bacterie werd nadien geïdentificeerd als een nieuwe soort.
In de fermenteringsproducten van de bacterie werden enkele jaren later de meest werkzame stoffen geïdentificeerd, en aangeduid met de naam A83543A, B, C enzovoort (later werd dit spinosyn). Insecticideformuleringen op basis van deze stoffen werden in 1996 gepatenteerd door DowElanco (de fusie van de landbouwdivisies van Dow en Eli Lilly; tegenwoordig Dow AgroSciences). Spinosad wordt op industriële schaal geproduceerd in Harbor Beach, Michigan.

## Toepassingen
Spinosad heeft een maagwerking en in mindere mate contactwerking. Het veroorzaakt een snelle excitatie van het zenuwstelsel van de insecten, wat leidt tot onwillekeurige spiersamentrekking en verlamming. Soorten die ermee bestreden worden zijn onder meer kevers zoals de coloradokever en verder trips, vruchtbladroller, mineervliegen en vele bladvretende rupsensoorten. Het wordt op allerlei teelten gebruikt, onder andere appel- en perenbomen, aardbeien, tomaten, groenten en sierplanten.
Een diergeneeskundige toepassing van spinosad is als bestrijdingsmiddel tegen vlooien bij honden en katten. Voor deze veterinaire toepassing is het middel onder de merknaam Comfortis uitsluitend bij de dierenarts verkrijgbaar. Spinosad wordt dan als kauwtablet aan de hond of kat gegeven, waarna het middel zich via de bloedbaan verspreidt en gedurende een maand zijn vlooiendodende werking behoudt.
Omdat spinosad van bacteriën afkomstig is en geen synthetische stof, is het geschikt om te combineren met biologische bestrijdingsmethoden. De Europese Unie heeft spinosad toegelaten voor gebruik in de biologische landbouw (op voorwaarde dat het geproduceerd is door niet genetisch gemodificeerde stammen van de bacterie).

## Regelgeving
In de Verenigde Staten werd spinosad voor het eerst toegelaten in 1997.
De Europese Commissie nam spinosad op 14 februari 2007 op in de lijst van toegelaten werkzame stoffen; de toelatingsperiode loopt van 1 februari 2007 tot 31 januari 2017.
In België zijn in 2008 Tracer en Conserve van Dow AgroSciences erkend.

## Toxicologie en veiligheid
Voor zoogdieren en mensen is spinosad relatief onschadelijk. De Wereldgezondheidsorganisatie WHO heeft het geklasseerd als onwaarschijnlijk dat het een acuut risico zal veroorzaken.
Spinosad is wel zeer toxisch voor bijen, en matig toxisch tot toxisch voor regenwormen, vissen en waterorganismen. Het is dus niet te gebruiken wanneer bijen actief zijn. Spinosad wordt wel vrij snel afgebroken op de bladeren van de planten, en de afbraakproducten zijn veel minder toxisch voor bijen. In water wordt spinosad langzaam afgebroken.